# Lòcrida Epicnèmida
La Lòcrida Epicnèmida era un districte de l'antiga Grècia que formava part de la Lòcrida Oriental, i era situada entre el pas de les Termòpiles i el port de Dafnunt. Els seus habitants eren els locris epicnemidis (grec antic: Ἐπικνημίδιοι, i la ciutat més al nord era Alpeni, a tocar del districte de Mèlida.
El port de Dafnunt era un enclavament dels focis, mentre que els epicnemidis vivien només al nord de Dafnunt, al peu del mont Cnemis (una cadena muntanyosa que provenia del Mont Eta paral·lela a la costa), d'on prenien el nom; al sud-est vivien els opuntis, de la Lòcrida Opúncia, i al sud-oest els focis de l'alta vall del Cefís.
Llevat de Tarfe, la seva capital, i Augies, les seves ciutats més importants eren a la costa. De nord a sud eren: Alpenos, Nicea, Escarfea, Trònion, Cnemis.